# NGC 703
NGC 703 è una galassia lenticolare situata nella costellazione di Andromeda, a una distanza di circa 256 milioni di anni luce dalla nostra Via Lattea.

## Scoperta
La galassia è stata scoperta il 21 settembre 1786 dall'astronomo britannico di origine tedesca William Herschel.

## Descrizione
Secondo il database Simbad, NGC 703 è una radiogalassia..

## Gruppo di NGC 669
NGC 703 fa parte del gruppo di NGC 669. Il gruppo di NGC 669 comprende oltre una trentina di galassie, 15 delle quali figurano nel New General Catalogue e 3 nell'Index Catalogue.

## Ammasso di galassie Abell 262
NGC 703 fa anche parte dell'ammasso di galassie Abell 262, un sotto-insieme del superammasso di Perseo-Pesci. Le altre galassie del catalogo NGC presenti in questo ammasso, che comprende più di 100 membri, sono: NGC 700, NGC 704, NGC 705, NGC 708, NGC 709, NGC 710, NGC 714, NGC 717 e NGC 759.

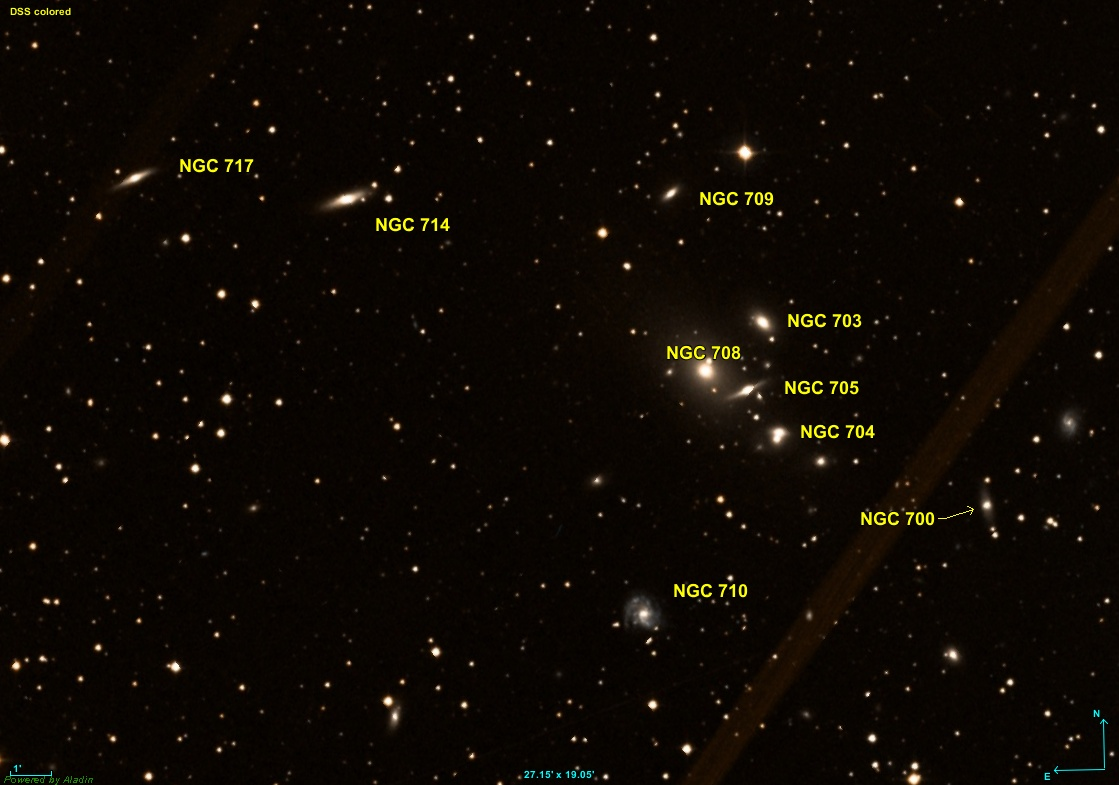
L'ammasso di galassie Abell 262.